# Rineloricaria eigenmanni
Rineloricaria eigenmanni är en fiskart som först beskrevs av Pellegrin, 1908.  Rineloricaria eigenmanni ingår i släktet Rineloricaria och familjen Loricariidae. Inga underarter finns listade i Catalogue of Life.